# Pentair
Pentair ist ein irischer Mischkonzern mit Sitz in Dublin und operativer Hauptzentrale in London. Das Unternehmen produziert unter anderem Komponenten und Gehäuse für den Energiesektor, den Getränke- und Nahrungsmittelsektor, für den industriellen Bereich sowie für den Telekommunikationssektor. Darüber hinaus ist das Unternehmen im Bereich Brandschutz sowie Heiz- und Wassertechnik aktiv. Die Aktien des Unternehmens werden an der New York Stock Exchange gehandelt und sind im S&P 500 enthalten. In Deutschland ist das Unternehmen unter anderem mit seiner Tochtergesellschaft Pentair Schroff sowie dem Steinhagener Unternehmen Jung Pumpen GmbH, welches Abwasserpumpen und Hebeanlagen produziert, vertreten.

## Geschichte
Das Unternehmen wurde am 31. August 1966 als Pentair Industries in den Vereinigten Staaten gegründet. Da das Unternehmen fünf Gründer hatte, wurde der Name Pentair (penta = griech. für fünf) gewählt. Am 6. Dezember 1966 folgte der Börsengang des Unternehmens. Am 3. Juni 1968 stieg das Unternehmen durch die Übernahme von Peavey Paper Mills ins Papiergeschäft ein. 1981 wurde Porter-Cable, ein Anbieter von Elektrowerkzeugen übernommen, den man 2004 zusammen mit dem gesamten Geschäftsbereich Elektrowerkzeuge mit den Marken Porter-Cable, Delta Machinery und DeVilbiss Air Power an Stanley Black & Decker verkaufte. Im selben Jahr übernahm Pentair Wicor Industries und baute somit seinen Wasserbereich aus.
Im Jahr 2012 fusionierte Pentair mit dem ehemaligen Geschäftsbereich Tyco Flow Control der Tyco International mit Pumpen- und Filtertechnik, Armaturen- und Antriebstechnik, Begleitheizungssystem sowie Schaltschrank- und Gehäusetechnik. Das neue Unternehmen behält den Namen Pentair, hat seinen Sitz in Schaffhausen in der Schweiz und gehört zu 52,5 Prozent den Tyco-Aktionären; den Rest halten die bisherigen Pentair-Aktionäre.
Im Mai 2014 beschlossen die Pentair-Aktionäre die Verlegung des Sitzes von Schaffhausen nach Dublin in Irland. Grund seien verschlechterte rechtliche Rahmenbedingungen in der Schweiz durch die Abzocker-Initiative und die Initiative gegen Masseneinwanderung. Die Sitzverlegung wurde am 3. Juni 2014 mit der Eintragung in das Handelsregister abgeschlossen.